# Eurukuttarus
Eurukuttarus is een geslacht van vlinders van de familie zakjesdragers (Psychidae).

## Soorten
- E. asiatica Ménétriés
- E. decemvena Hampson, 1892
- E. laniata (Hampson, 1905)
- E. melanostola (Hampson, 1896)
- E. nigra (Hampson, 1893)
- E. pileatus Hampson, 1891
- E. rotunda Hampson